# 간유지
간유지(簡有之: 생몰년 미상)는 고려의 관료로, 본관은 가평이다.

## 이력
- 원래는 천예(賤隷)였으나, 광대로서 왕의 사랑을 받아 낭장(郞將: 정6품)으로 임명받음.[2]
- 1275년(충렬왕 원): 왕의 명령을 받고 서경(西京: 오늘날 평양직할시)에 가서 피서지를 살핌.[3]
- 1280년(충렬왕 6): 중랑장(中郎將: 정5품)으로서 원나라에 보내짐.[4]

## 참고 자료
- 《고려사》
- 《세종실록》